# Maurizio Bradaschia
Maurizio Bradaschia (Trieste, 6 febbraio 1962) è un architetto italiano.

## Biografia
Ha frequentato l'Università Iuav di Venezia di Venezia per poi laurearsi in architettura presso l'IUAV nel 1987. Nel 1994 consegue il dottorato di ricerca presso l'Università degli Studi di Roma "La Sapienza", dal 1998 è professore associato all'Università degli Studi di Trieste, dove insegna progettazione architettonica e architettura dei grandi complessi nel Corso di Laurea in Ingegneria Civile. Fa parte del Collegio dei Docenti del Dottorato di Ricerca in "Teoria e Progetto" dell'Università Sapienza di Roma.
Ha tenuto seminari e conferenze presso la Columbia University di New York e in varie altre parti del mondo come alle Gran Canaria, alla Obafemi Awolowo University in Nigeria e altre. Tra il 1998 e il 2002 è stato componente del tavolo tecnico TEM (Trans European Motorway – ECE-UN). Ha fatto parte di numerose giurie di concorsi nazionali e internazionali di architettura.
Nel 2002 è stato uno dei 65 architetti invitati alla mostra "Dal Futurismo al futuro possibile nell'architettura italiana" in occasione delle manifestazioni per Italia in Giappone 2001. Nel 1994 è stato co-progettista del master plan per Trieste Expo 2008, progetto esposto alla IX Mostra Internazionale di Architettura della Biennale di Venezia, Metamorph, 2004; è tra gli architetti italiani pubblicati nel catalogo del padiglione italiano della X Mostra Internazionale di Architettura de La Biennale di Venezia (2006). Nel 2010 ha partecipato alla XII Mostra Internazionale di Architettura de La Biennale di Venezia all'interno del Padiglione ungherese.
E' stato invitato nel Paiglione italiano della Biennale di Venezia del 2025 curato da Guendalina Salimei.
Ha fatto parte del gruppo dei selezionatori per la medaglia d'oro per l'architettura italiana nell'ambito della XX Expo Internazionale della Triennale di Milano (2002/2003, 2005/2006, 2008/2009, 2011/2012). Nel 2001-2002 è stato assessore alla Pianificazione territoriale del comune di Trieste.
È autore di oltre quattrocentocinquanta pubblicazioni scientifiche. Ha scritto per le riviste Domus, ab, Giornale dell'Architettura, Il Progetto, d'Architettura; suoi progetti sono stati pubblicati su riviste come Architécti, ab, Architekt, Area, d'A, Il Giornale dell'Architettura e World Architectural Review. Collabora con l'Istituto dell'Enciclopedia Italiana Giovanni Treccani.
È fondatore (1997) e direttore della rivista di architettura, arte, comunicazione e design Il Progetto.
Menzioned'onore al Premio Raffaele Sirica nel 2012, è stato insignito dell'iF Design Award, dell'Iconic Awards nel 2017 e del German Design Award nel 2018, nel 2019 e nel 2020.
BIG SEE Award 2019, 2020, 2021, 2022, 2023,

## Progetti
- 1990: 
  - Recupero ambientale della cava di calcare "Monte Sei Busi", Fogliano Redipuglia e Ronchi dei Legionari (GO)
  - Ristrutturazione immobile di via Lazzaretto Vecchio 6 a Trieste, Facoltà di Lettere e Filosofia
- 1991: 
  - Piano di Recupero di via Pescheria per il comune di Trieste
  - Piano di Recupero di "Piazza della Valle" per il comune di Trieste
- 1996: 
  - Riassetto edilizio e del verde di Piazza Attilio Hortis, Piazza Venezia, Passeggio S. Andrea, Giardino Pubblico "de Tommasini" per il comune di Trieste
- 1997: 
  - Recupero ambientale della cava “Devetachi”, Doberdò del Lago (GO)
  - Stazione Media di Trieste Guardiella per l'Arma dei Carabinieri
- 1998:
  - Ristrutturazione dell'ex Sporting club, da destinare a sede circoscrizionale (con Roberto Grio, Guendalina Salimei, Amedeo Schiattarella), per il comune di Roma
- 1999: 
  - Interreg II C – VISION PLANET - Progetto (UE) per lo sviluppo dell'area centro europea, danubiana e adriatica.
  - Interreg II C – Studio della riqualificazione e adeguamento della viabilità e delle strutture confinarie nell'area del valico di Rabuiese (Italia-Slovenia)
- 2000: 
  - Ampliamento del Municipio di Sgonico (TS)
  - Progetto Tergeste, Urban PIC Italia, Trieste
- 2003: 
  - Master Plan di Trieste Expo 2008 (con Alberto Cecchetto)
- 2005: 
  - Centro Audi Porsche Volkswagen a Trieste
  - Ristrutturazione ex Fossati Lamperti Monza
  - Piano Cimiteriale di Mugnano di Napoli (NA)
  - Piazza “Don Bruno Falloni” per il comune di Monteiasi (TA)
  - Centro Visite Monti Picentini a Eboli (SA)
- 2007
  - .piazza Don Bruno Falloni a Monteiasi (TA)
- 2009
  - Hotel Tre Merli a Trieste
- 2012
  - Nuova sede Midj a Cordovado (PN)
- 2017
  - viale della Libertà a Praia a Mare (CS)
  - ampliamento della Caserma dei Carabinieri di Saluzzo (CN)ù
- 2022
  - Riqualificazione di piazza Sempione a Roma
- 2025
  - Asilo Nido a Ripalta Arpina (CR)
  - Passerella ciclopedonjale a Baranzate (MI)

## Pubblicazioni
- Il teatro romano di Trieste, edizioni B & MM Fachin, Trieste, 1989
- Le Piazze di Trieste, Editoriale d'Architettura, maggio 1994
- Memoria Piano Progetto. Architettura e tecniche per i centri storici, Laterza, Roma-Bari, 1996
- Waro Kishi, 5 VIA BUS STOPS + 1, Logos, Modena 1999
- Klaus Kada, Logos, Modena, 2003
- Decalogo Posturbano, Meltemi, Roma, 2003
- Klaus Kada, struttura, spazio, trasparenza, Marsilio, Venezia, febbraio 2008
- Architettura per arcipelaghi. p. 1-262, Modena, Logos, 2011, ISBN 9788857601809
- La Costruzione dell'Architettura. Siracusa, Letteraventidue, 2014, ISBN 978-88-6242-146-1
- La Costruzione Tecnologica dell'Architettura, Trieste, Edizioni Università Trieste, ISBN 978-88-8303-929-4
- Il riuso dell’architettura. Restauro, recupero edilizio, recupero urbano, Trieste, Edizioni Università Trieste, 2019, ISBN 978-88-5511-010-5
- Transforming Public Spaces, Siracusa, Letteraventidue, 2023, ISBN 9788862428156